# Енино Второе
Енино Второе — деревня в Покровском районе Орловской области России.
Входит в состав Дросковского сельского поселения.

## География
Деревня находится юго-восточнее деревни Енино Первое.
Просёлочной дорогой Енино Второе соединено с автомобильной дорогой 54К-11.

## Население
| 2010 |
| ---- |
| 8    |